# NGC 4991
NGC 4991 (również PGC 45604) – galaktyka spiralna (Sb), znajdująca się w gwiazdozbiorze Panny. Odkrył ją Albert Marth 30 kwietnia 1864 roku. Jest zaliczana do radiogalaktyk.